# トマス・ポチェッティーノ
トマス・ポチェッティーノ（Tomás Pochettino、1996年2月1日 - ）は、アルゼンチン・サンタフェ州ラファエラ出身のサッカー選手。フォルタレーザEC所属。ポジションはMF。

## クラブ経歴
2015年にボカ・ジュニアーズのトップチームに昇格。11月8日CAロサリオ・セントラル戦でプロデビュー。翌2016年にデフェンサ・イ・フスティシアにローン移籍で加入。2年後の2018年にはCAタジェレスへローン移籍。後に完全移籍が成立した。
2021年2月11日、オースティンFCと契約したことが発表された。
2023年1月6日、フォルタレーザECに移籍した。